# زلاته هوری
زلاته هوری (به لاتین: Zlaté Hory) یک منطقهٔ مسکونی در جمهوری چک است که در شهرستان یسنیک واقع شده‌است. زلاته هوری ۴٬۰۲۸ نفر جمعیت دارد.

## خواهرخوانده
شهرهای Głuchołazy، کنتشین، وودنانی، پراگه ۱ و میکولوویتسه (ناحیه یسنیک) خواهرخوانده‌های زلاته هوری هستند.